# فنسنت شايفر
فنسنت شايفر (بالإنجليزية: Vincent Schaefer)‏ هو أستاذ جامعي وكيميائي أمريكي، ولد في 4 يوليو 1906 في سكنيكتادي في الولايات المتحدة، وتوفي بنفس المكان في 25 يوليو 1993.

## وصلات خارجية
- فنسنت شايفر على موقع الموسوعة البريطانية (الإنجليزية)